# Eugenia pachychlamys
Eugenia pachychlamys là một loài thực vật thuộc họ Myrtaceae. Loài này có ở El Salvador và Guatemala. Chúng hiện đang bị đe dọa vì mất môi trường sống.